# Maria Calvelli-Adorno
Maria Barbara Calvelli-Adorno della Piana (* 30. September 1865 in Bockenheim; † 23. Februar 1952 in New York) war eine Sängerin und Pianistin korsisch-italienischer Herkunft. Sie war die Mutter von Theodor W. Adorno.

## Leben
Calvelli-Adorno wurde als erste von zwei Töchtern (Maria und Agathe) und einem überlebenden Sohn (Louis) des ehemaligen korsischen Offiziers Jean François Calvelli in Bockenheim – bis 1895 ein Vorort der Freien Reichsstadt Frankfurt am Main – geboren. Dort hatte ihr Vater sich nach zahlreichen Ortswechseln in Frankreich, Italien und Spanien 1859/60 als mittelloser Fechtmeister niedergelassen. Die Zusätze zu seinem Namen – „Adorno“ und „della Piana“ – hatte Calvelli sich während seines wechselhaften Wanderlebens zugelegt.
Maria Calvelli-Adorno hatte sich vor ihrer späteren Heirat (im Juli 1898) mit dem Weinhändler Oscar Wiesengrund, Theodor Adornos Vater, einen Namen als Sängerin gemacht. Davon zeugen Engagements am Hof-Operntheater in Wien und an den Stadttheatern in Köln und Riga. Ihre jüngere Schwester Agathe lebte von Anfang an mit ihr zusammen im Haushalt der neuen Familie der Wiesengrunds. Beide Schwestern – Adorno nannte sie die „beiden Mütter“ – hatten großen Einfluss auf Adornos musikalische Erziehung.
Maria Calvelli-Adorno wohnte mit ihrem Mann Oskar Wiesengrund ab 1897 in Frankfurt am Main in der Schönen Aussicht Nr. 7. Dort befand sich auch die Weinhandlung Bernhard Wiesengrund. 1900 zogen sie um in die Schöne Aussicht Nr. 9, 1914 nach Frankfurt-Oberrad in die Seeheimer Straße 19.
Bei den Novemberpogromen 1938 wurde das Wohnhaus in der Seeheimer Straße 19 mit Steinen beworfen. Maria Calvelli-Adorno und ihr Mann wurden festgenommen, Calvelli-Adorno für mehrere Tage im Frauengefängnis Klappergasse inhaftiert und dann, schwer erkrankt, freigelassen. Sie verkauften das Wohnhaus und wanderten über Kuba in die Vereinigten Staaten aus.
Am 27. Juni 2021 wurden für Maria Calvelli-Adorno, ihren Ehemann Oskar Wiesengrund und ihren Sohn Theodor W. Adorno in Frankfurt am Main Stolpersteine verlegt. Die Zeremonie fand vor dem Haus, das die Familie Wiesengrund-Adorno 1914 bezog, statt.